# Светлик, Николай Людвигович
Николай Людвигович Светлик (8 августа 1904 год, деревня Полонечка — 7 февраля 1972 год) — звеньевой совхоза «Вольно-Чернихово» Министерства совхозов СССР, Городищенский район Барановичской области, Белорусская ССР. Герой Социалистического Труда (1949).
С 1939 года трудился полеводом в совхозе «Свободно-Чернихово» Городищенского района. После войны возглавлял звено по выращиванию кормовых культур. В 1948 году звено Николая Светлика перевыполнило план по выращиванию клевера. Указом Президиума Верховного Совета СССР от 30 марта 1949 года за получение высоких урожаев семян клевера удостоен звания Героя Социалистического Труда с вручением ордена Ленина и золотой медали «Серп и Молот».
Скончался в 1972 году. Похоронен на кладбище села Свободно.